# Begraafplaats van Bazentin
De Begraafplaats van Bazentin is een gemeentelijke begraafplaats gelegen in het Franse dorpje Bazentin (Somme) op 385 m ten oosten van het dorpscentrum (Église de la Nativité-de-la-Sainte-Vierge).

## Britse oorlogsgraven
Op de begraafplaats liggen 2 Britse militaire graven uit de Eerste Wereldoorlog. Ze zijn van luitenant L. S. H. Griffin en sergeant-majoor W. Pearce die allebei sneuvelden in augustus 1916. De graven worden onderhouden door de Commonwealth War Graves Commission en zijn daar geregistreerd als Bazentin-le-Petit Communal Cemetery.
Bazentin was tot 14 juli 1916 in Duitse handen toen de 3rd en de 7th Divisions het dorp met de gemeentelijke begraafplaats, ondanks herhaalde tegenaanvallen veroverden. Het gebied kwam tijdens het Duitse lenteoffensief in april 1918 terug in vijandelijke handen maar werd op 25 augustus 1918 door de 38th (Welsh) Division definitief heroverd.
Naast deze begraafplaats bevindt zich de Bazentin-le-Petit Communal Cemetery Extension.